# Герб СРСР
Державний герб СРСР — офіційний символ Радянської держави (офіційно — Державний герб, хоча ця державна емблема й не є геральдичною).

## Загальні відомості
Герб СРСР встановлений Конституцією СРСР і є зображенням серпа і молота на тлі земної кулі, в променях сонця і в обрамленні колосів, з написом мовами союзних республік: «Пролетарі всіх країн, єднайтеся!». У верхній частині герба — п'ятипроменева зірка.
Державний герб СРСР символізує основу загальнонародної держави — союз робітників і селян, добровільне об'єднання рівноправних союзних республік в єдиній союзній державі, рівноправ'я соціалістичних націй, і виражає ідею інтернаціональної солідарності народів СРСР з трудящими всіх країн.
Материки на гербі зображаються світло-коричневими, девізи — золотими літерами по червоній стрічці. Серп і молот на гербі втілюють нову владу і мирну працю; колоси — життєздатність держави, процвітання; сонце — світло ідей Жовтня, джерело сили радянської держави, світле майбутнє; червона зірка — пролетарський інтернаціоналізм і боротьбу праці з капіталізмом на п'яти континентах; а золота облямівка зірки — відблиск вогню революції.

## Історія
Перший державний герб СРСР був затверджений ЦВК СРСР 6 липня 1923. Опис його був закріплений в Конституції СРСР 1924 року. У 1923—36 девіз «Пролетарі всіх країн, єднайтеся!» був написаний на 6 мовах (за числом титульних мов союзних республік, що утворили в 1922 Союз СРСР, вони ж офіційні мови Союзу); далі відповідно число червоних стрічок з перекладом девізу мінялося: 1931—37 їх стало 7, у 1937—46 — 11 (тоді ж уперше встановилася відповідність стрічок не лише титульним мовам республік, а й самим республікам), в 1946—56 — 16, з 1956 — 15.
Восени 1922 року на Держзнаці почала роботу комісія з вироблення радянської символіки. (Примітка: В ті часи були створені композиції перших радянських марок і купюр.) 10 січня 1923 року Президія ЦВК СРСР створила комісію з розробки державного герба і прапора. Тоді ж ЦВК визначила головні елементи державних символів союзу: сонце, серп і молот, девіз «Пролетарі всіх країн, єднайтеся!». У лютому 1923 року замовлення на створення герба було передане на Держзнак. Збереглися ескізи проєктів герба художників Держзнаку Д. З. Голядкина, Я. Б. Дрейера, Н. Н. Кочури, В. Д. Купріянова, П. Румянцева, А. Р. Якимченко, І. Шадра. Цікавий проєкт представив художник К. И. Дунін-Борковский — він як прихильник класичної геральдики представляв герб СРСР як геральдичний щит з серпом і молотом.
Розробкою герба СРСР займалися багато художників. Відомо понад десяток проєктів герба.
Один з ранніх проєктів (1923) нині можна побачити на будівлі Центрального телеграфу в Москві: земна куля оточена колосами, вгорі червона зірка, по сторонах серп і молот. Промальовування герба виконане В. Ломанцовим. Проєкт Д. С. Голядкина — п'ятикутник, в середині якого серп і молот в сонячних променях, навколо — індустріальні символи. Проєкт Я. Б. Дрейера — серп, молот, зірка, земна куля, стрічки з девізом. Проєкт В. П. Корзуна вже вельми близький до затвердженого пізніше герба СРСР. У роботу із створення герба включився і завідувач художньо-репродукційним відділом Держзнака В. Н. Адріанов (1875—1938). Саме він, як картограф, запропонував внести до герба зображення земної кулі. Останній повинен був означати, що доступ в Союз відкритий всім державам світу. Загалом вся композиція герба була складена саме Адріановим. За роботою над ескізом герба стежили органи державної влади. Наприклад, секретар Президії ЦВК А. С. Єнукідзе 28 червня 1923 року запропонував нагорі герба, на місце вензеля «СРСР», помістити червону зірку. Його ремарка «Замість вензеля зірку» збереглася на архівному малюнку В. П. Корзуна.
На завершальній стадії до роботи над гербом був запрошений художник І. І. Дубасов, він і виконав остаточний малюнок. У його першому проєкті девізи поміщалися на червоній стрічці, що закриває нижню частину герба. Потім було вирішено розміщувати девізи на 6 мовах на перехопленнях стрічки.
6 липня 1923 року II сесія ЦВК СРСР прийняла малюнок герба (одночасно з ухваленням проєкту Конституції). 22 вересня 1923 року малюнок герба був остаточно затверджений Головою Президії ЦВК СРСР А. С. Єнукідзе. Конституція СРСР, прийнята II з'їздом Рад 31 січня 1924 року, офіційно узаконила новий герб.

## Девіз
| Ліворуч                                                                                    |                                                                                               | Праворуч |
| туркм. ӘХЛИ ЮРТЛАРЫҢ ПРОЛЕТАРЛАРЫ, БИРЛЕШИҢ! / Ähli ýurtlaryň proletarlary, birleşiň!      | ест. KÕIGI MAADE PROLETAARLASED, ÜHINEGE!                                                     |          |
| тадж. ПРОЛЕТАРҲОИ ҲАМАИ МАМЛАКАТҲО, ЯК ШАВЕД! / Proletarhoji hamaji mamlakatho, jak şaved! | вірм. ՊՐՈԼԵՏԱՐՆԵՐ ԲՈԼՈՐ ԵՐԿՐՆԵՐԻ, ՄԻԱՑԵ'Ք! / Proletarner bolor erkrneri, miac’ek’!            |          |
| латис. VISU ZEMJU PROLETĀRIEŠI, SAVIENOJIETIES!                                            | кирг. БАРДЫК ӨЛКӨЛОРДҮН ПРОЛЕТАРЛАРЫ, БИРИККИЛЕ! / Bardık ölkölördün proletarları, birikkile! |          |
| лит. VISŲ ŠALIŲ PROLETARAI, VIENYKITĖS!                                                    | молд. ПРОЛЕТАРЬ ДИН ТОАТЕ ЦЭРИЛЕ, УНИЦИ-ВЭ! / Proletari din toate țările, uniți-vă!           |          |
| груз. პროლეტარებო ყველა ქვეყნისა, შეერთდით! / P’rolet’arebo q’vela kveq’nisa, sheertdit!   | азерб. БҮТҮН ӨЛКӘЛӘРИН ПРОЛЕТАРЛАРЫ, БИРЛӘШИН! / Bütün ölkələrin proletarları, birləşin!      |          |
| узб. БУТУН ДУНЁ ПРОЛЕТАРЛАРИ, БИРЛАШИНГИЗ! / Butun dunyo proletarlari, birlashingiz!       | каз. БАРЛЫҚ ЕЛДЕРДІҢ ПРОЛЕТАРЛАРЫ, БІРІГІҢДЕР! / Barlyq elderdiń proletarlary, birigińder!    |          |
| укр. ПРОЛЕТАРІ ВСІХ КРАЇН, ЄДНАЙТЕСЯ! / Proletari vsikh krayin, yednaytesya!               | біл. ПРАЛЕТАРЫІ ЎСІХ КРАІН, ЯДНАЙЦЕСЯ! / Pralietaryi ŭsich krain jadnajciesia!                |          |
| рос. ПРОЛЕТАРИИ ВСЕХ СТРАН, СОЕДИНЯЙТЕСЬ! / Proletarii vsekh stran, soyedinyaytes′!        |                                                                                               |          |

## Галерея

Проєкт герба СРСР І.І. Дубасова (1923)
Кінцевий варіант герба СРСР від 6 липня 1923 року
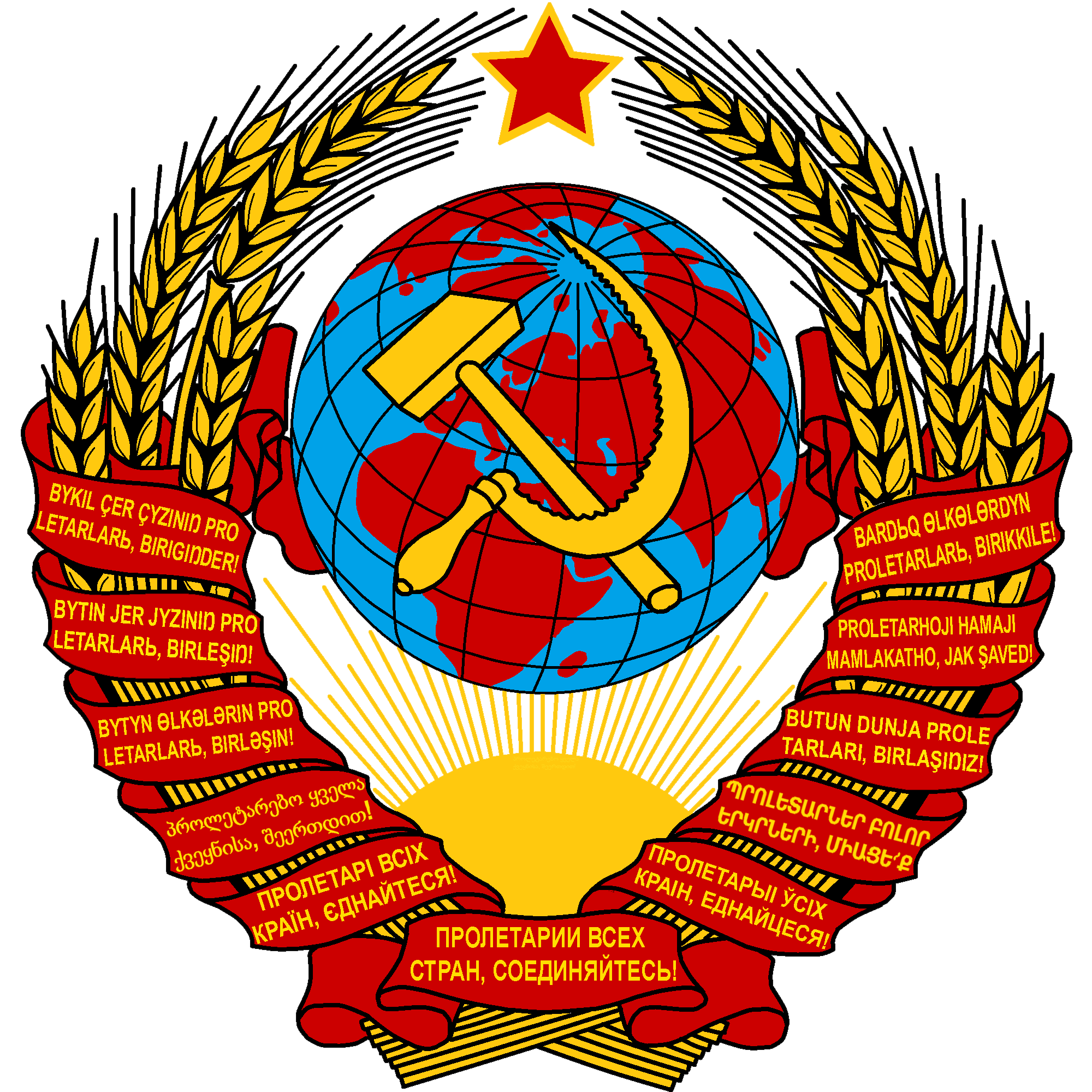
Герб СРСР (1936-1946)
Герб СРСР (1946-1956)

## Державний герб СРСР в порівнянні з гербами союзних й автономних республік (АРСР)
Державні герби мають всі союзні республіки, опис гербів міститься в Конституціях відповідних республік. Основними елементами республіканських гербів також є символ трудового союзу робочих і селян — серп і молот, що схрещуються, і напис мовами союзної республіки: «Пролетарі всіх країн, єднайтеся!». Крім того, в державних гербах союзних республік були відображені національні особливості (природи, господарства і т. д.) відповідних республік. При цьому геральдично гербами, з певними зауваженнями, можна вважати лише герби РРФСР та УРСР, що складалися з щита з зображенням (серп і молот в променях сонця), яке в цілому відповідало правилам геральдики, та обрамлення (позащитових елементів) з девізною стрічкою. Герби інших союзних республік фактично представляли собою державні емблеми, як і герб СРСР.
Державним гербом АРСР служив герб тієї союзної республіки, до складу якої вона входила, з додаванням найменування автономної республіки мовами цієї автономної і відповідної союзної республіки і російською мовою, напис на гербі «Пролетарі всіх країн, єднайтеся!» мовою автономної республіки.